# Altdorf (Biessenhofen)
Altdorf ist ein Ortsteil der oberschwäbischen Gemeinde Biessenhofen im Landkreis Ostallgäu in Bayern.

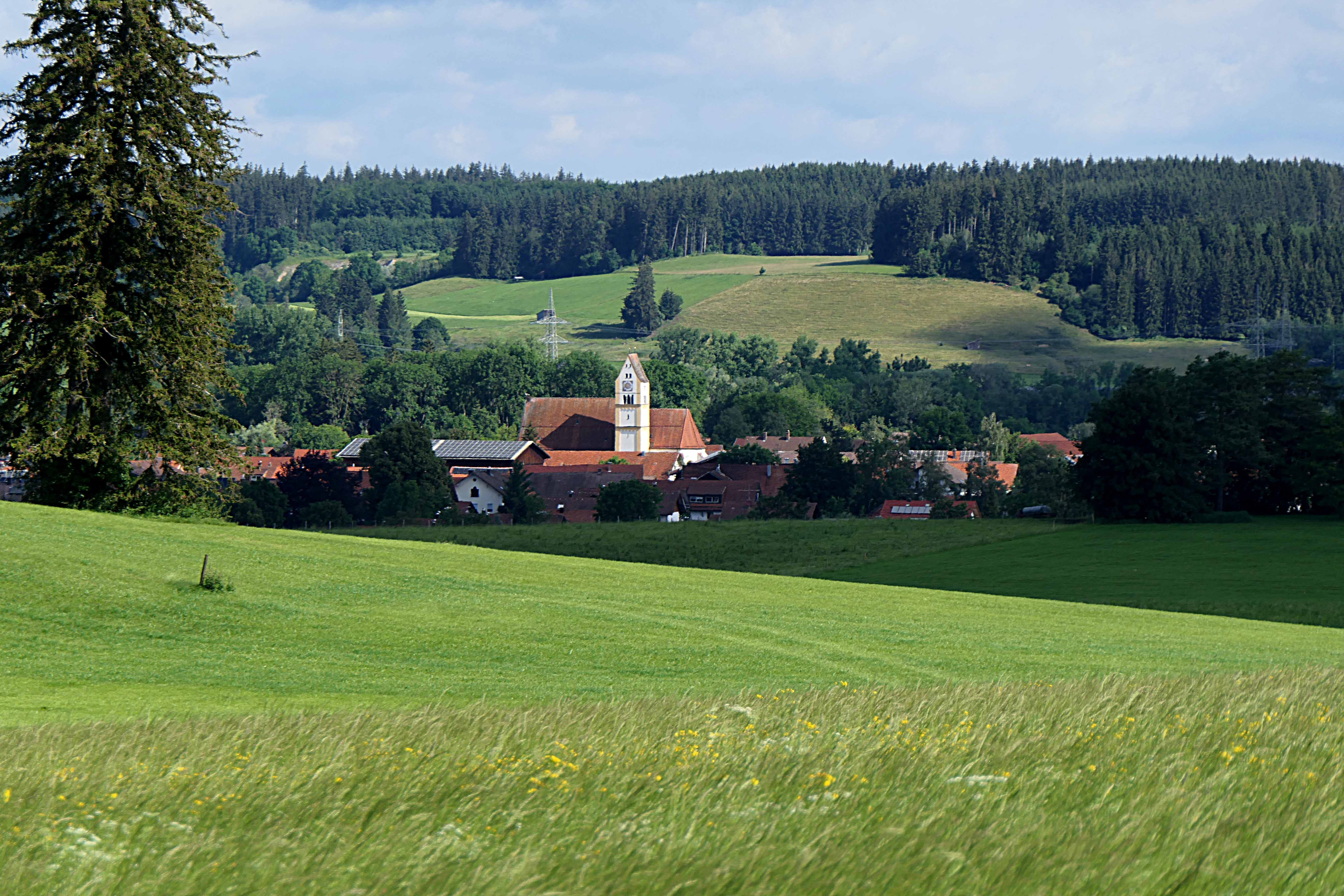
Altdorf von Süden

## Lage
Das Kirchdorf grenzt südlich an Biessenhofen und liegt im Wertachtal rechts der Wertach etwas nördlich der Kreuzung der Bundesstraßen 12 und 16. Der Straßenverlauf beider Straßen im Ortsgebiet wurde 1974 bzw. 1978 neu trassiert.

## Geschichte
Der Name Altdorf weist darauf hin, dass es sich um eine alte Siedlung, Urmark und Urpfarrei und einen Ausgangspunkt für weitere Siedlungen der Umgebung, darunter vermutlich auch Marktoberdorf handelte, welcher von den Ausbausiedlungen das „alte Dorf“ genannt wurde. Der Ort liegt an der Römerstraße Kempten-Epfach. Die Mühle dürfte schon seit dem neunten Jahrhundert ein Besitz des Klosters Kempten gewesen sein, eine entsprechend interpretierte Schenkungsurkunde von König Heinrich dem Ersten datiert auf das Jahr 929. Weitere Besitzungen am Ort sind 1150 für das Kloster Ursberg, 1303 für das Tiroler Kloster Stams und 1501 für das Kaufbeurer Spital nachgewiesen.
Die Benzenauer aus Kemnat gründeten im 15. Jahrhundert ein Dorfgericht und hatten Blutbann und Hohe Gerichtsbarkeit inne. Als Wahrzeichen des „Gericht Altdorf“ steht noch heute auf der Flur „Galgenacker“ eine Linde, an der das damalige Hochgericht mit Stock und Galgen stattfand. 1545 verkaufte der Kemnater Simprecht von Benzenau Altdorf, Kreen, Hörmanshofen, Biessenhofen und Otilienberg an Peter von Gaisberg. Über die Freiherren von Stotzingen fiel die Herrschaft 1610 an das Hochstift Augsburg.
1529 sind etwa 30 Häuser in Altdorf belegt, eine Dorfschule ist seit 1586 nachweisbar.
Abgegangene Siedlungen in der Nähe sind Guggenried und Auleich. Guggenried ist 1394 in einem Giltbuch des Klosters Kempten erwähnt. Auleich ist während des Dreißigjährigen Krieges verödet und ist östlich von Altdorf an der Straße nach Bernbach noch als Flurname nachweisbar.
Zum 23. Dezember 1976 wurde die damalige Gemeinde Altdorf in Gemeinde Biessenhofen umbenannt.

## Kultur

### Pfarrkirche Mariä Himmelfahrt

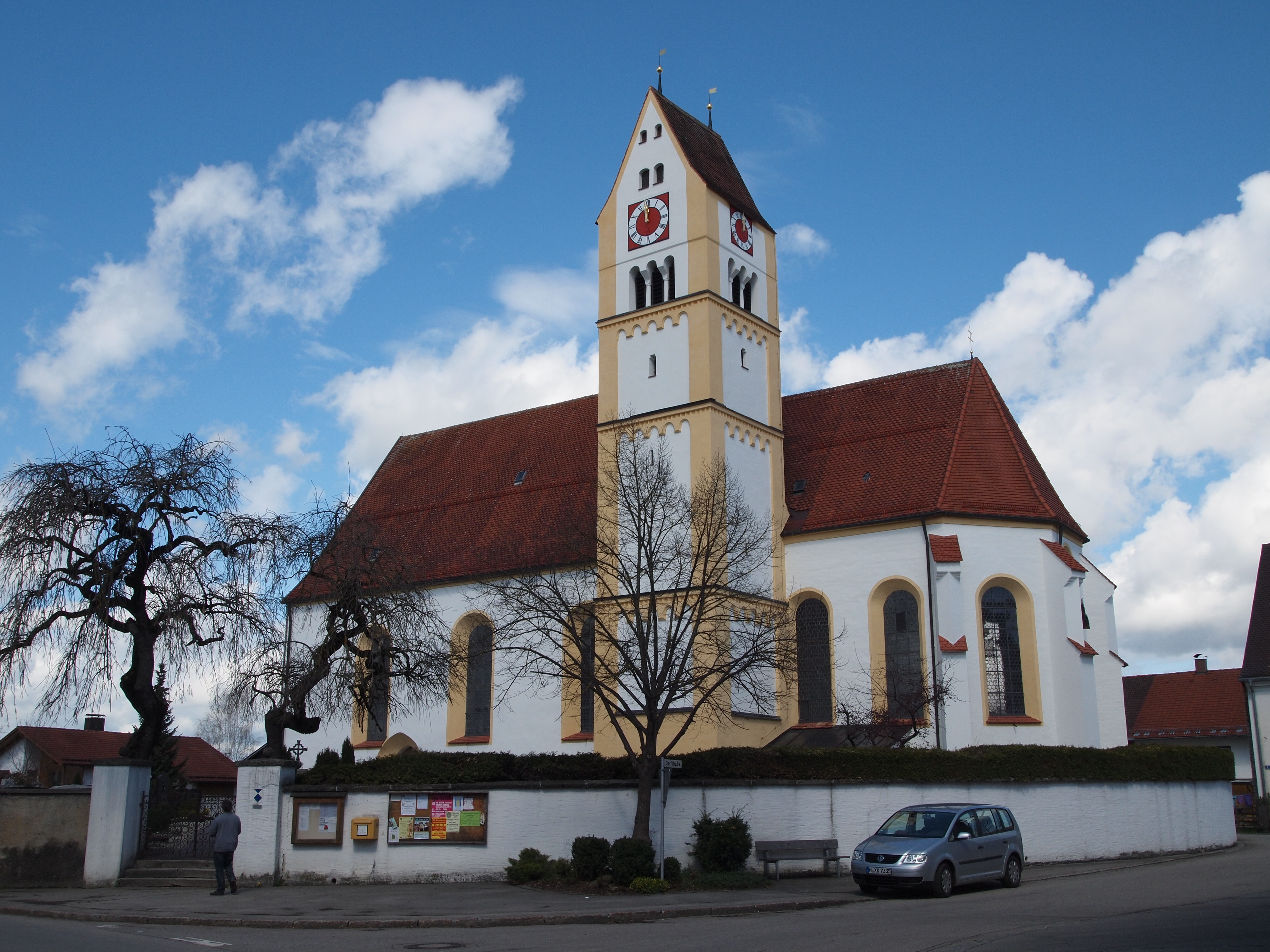
Pfarrkirche Mariä Himmelfahrt

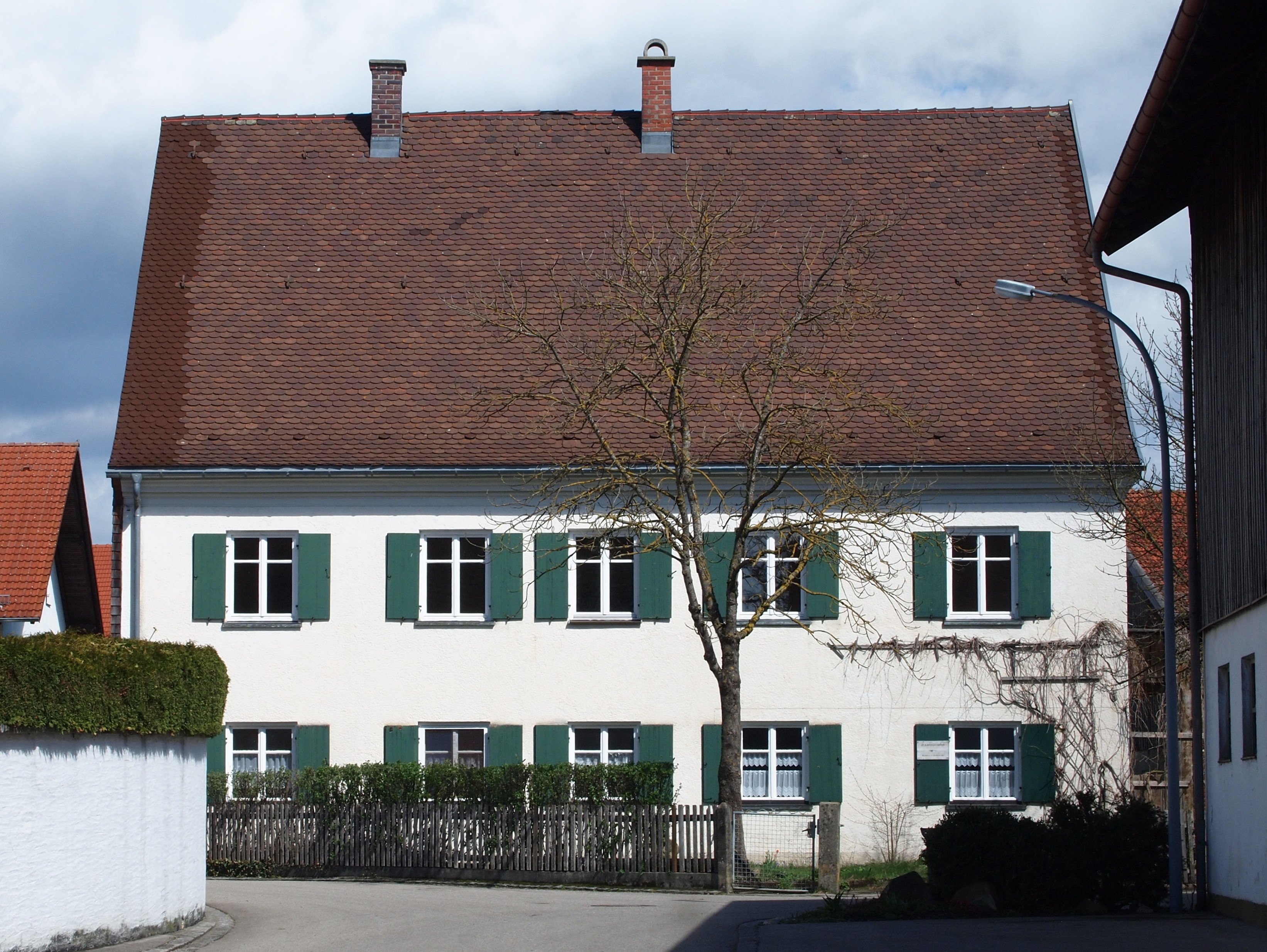
Pfarrhaus in Altdorf

Langhaus, Chor und Gruft der Pfarrkirche des Dorfes stammen aus dem 15. Jahrhundert, geht aber auf romanische oder vorromanische Vorgängerbauten zurück. Der Sattelturm geht auf das 13. Jahrhundert zurück und wurde 1612 erhöht. 1684 wurde die Sakristei und der Dachstuhl des Langhauses mit Getreideboden erneuert und eine Täfeldecke im Langhaus angebracht, die 1748 durch eine Stuckdecke ersetzt wurde. Der um die Kirche herum arrondierte Friedhof wies noch im 19. Jahrhundert Reste einer Befestigung auf. Drei der ursprünglich vier Wehrtürme wurden 1711 abgerissen. Ein heute am Vorzeichen der Kirche angebrachter romanischer Löwe war bis 1936 an einer alten Schmiede an der Südostseite des Friedhofs angebracht, welche im 16. Jahrhundert auch als Gefängnis diente.
Das zweigeschossige Pfarrhaus stammt von Johann Georg Fischer, im Obergeschoss sind Stuckaturen aus der Erbauungszeit erhalten, die dem Umkreis von Johann Jakob Herkomer zugeschrieben werden.

### Loretokapelle

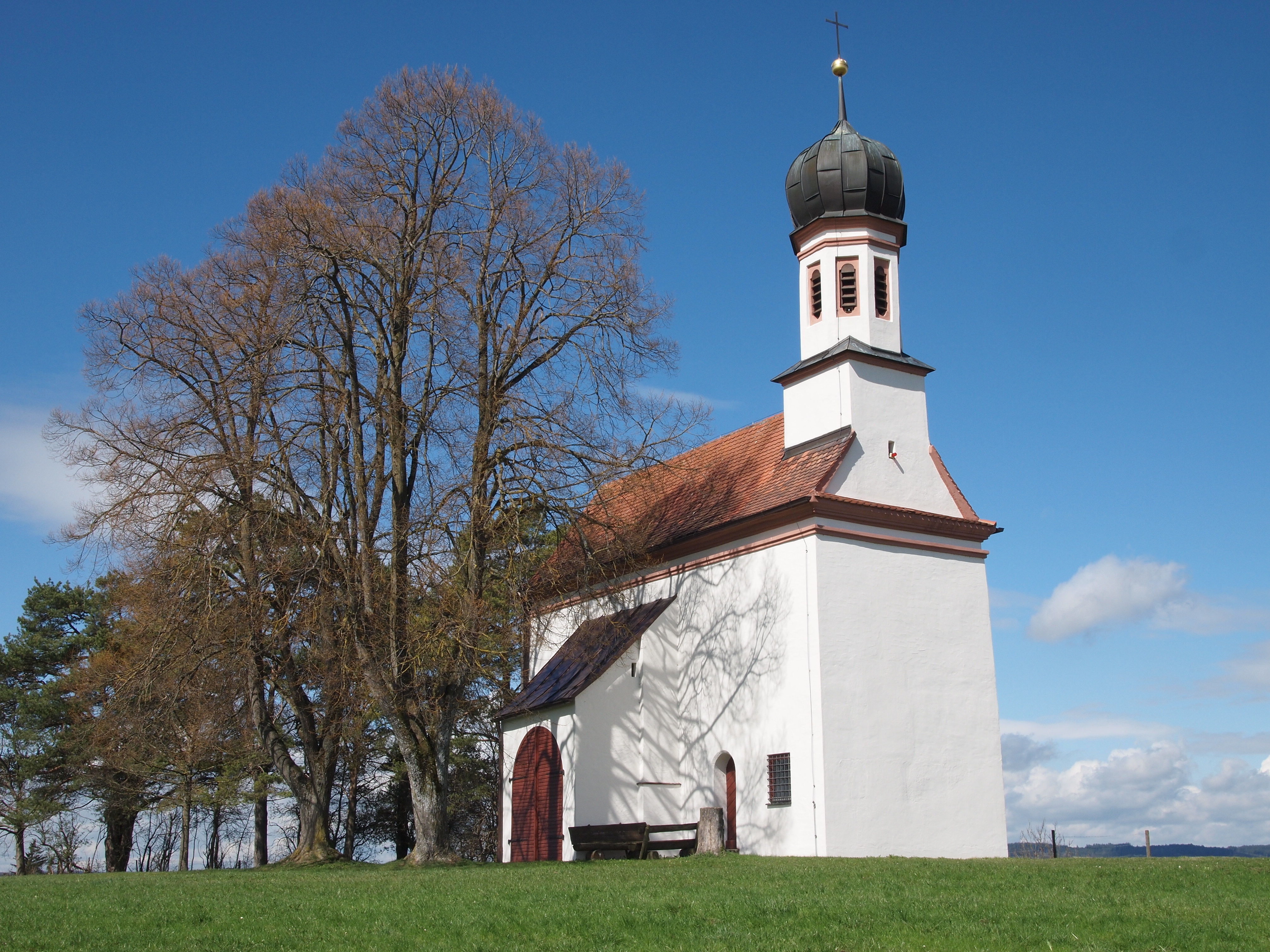
Loretokapelle bei Altdorf

1628 ließ Kaspar von Hohenberg, Pfleger auf dem Ottilienberg bei Hörmanshofen an der Spitze eines steil abfallenden Höhenzugs südlich von Altdorf eine Loretokapelle mit Mesnerhaus errichten. Die Weihe erfolgte am 16. Oktober 1631 durch den Augsburger Weihbischof Sebastian Müller. Unmittelbar westlich der Kapelle wurde bald darauf ein Pestfriedhof errichtet, von dem heute nur noch vereinzelte Mauerspuren im Boden zu erkennen sind.
Von 1664 bis 1799 war das Mesnerhaus von einem Klausner bewohnt.